# Làmpada

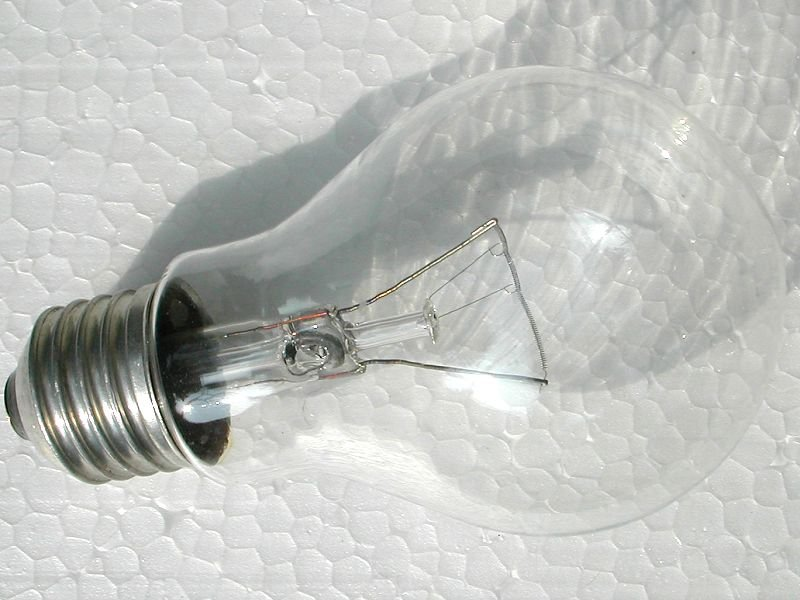
Làmpada d'incandescència o bombeta

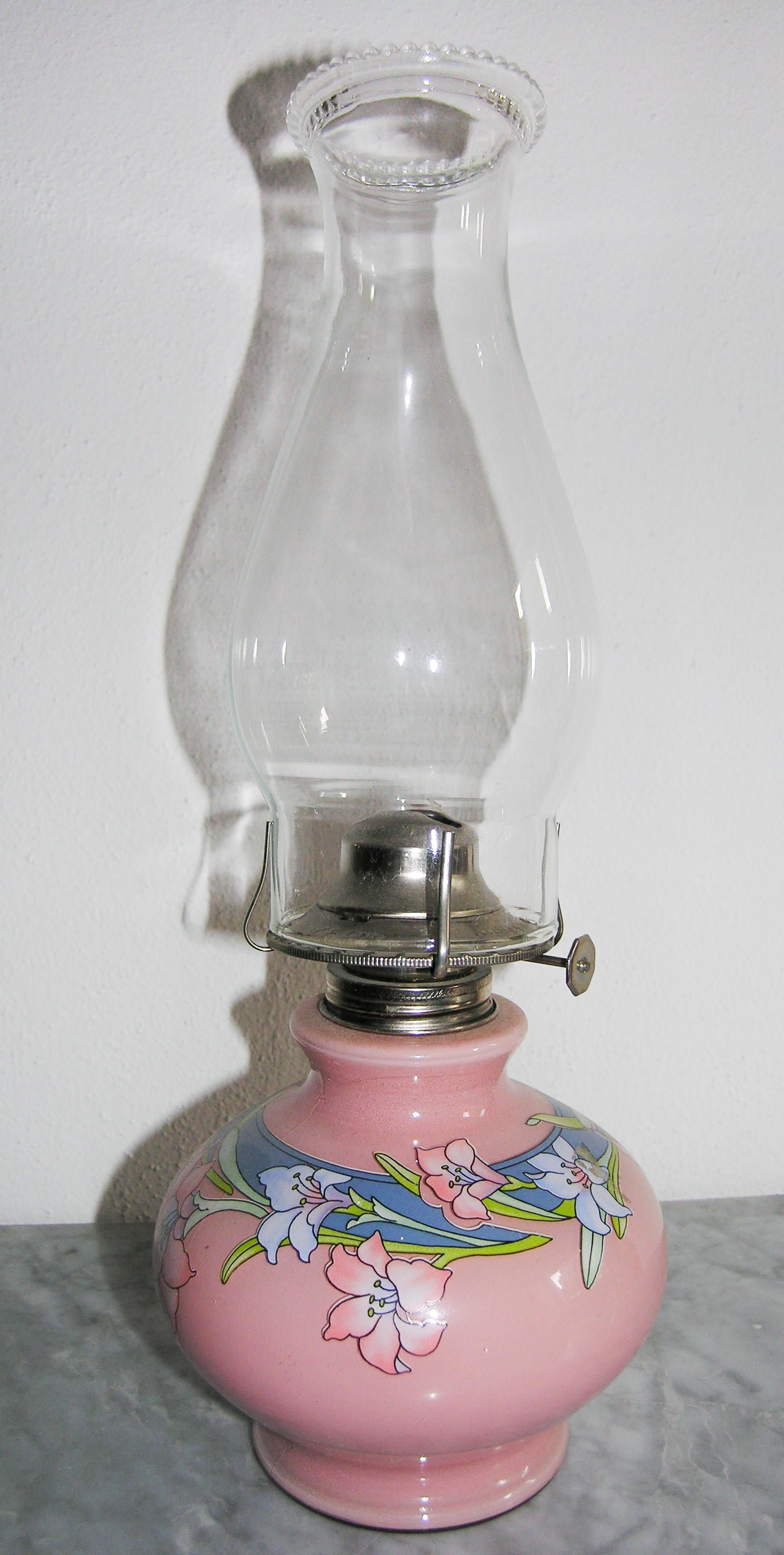
Làmpada o llum de querosè

Una làmpada (del llatí lampas, i aquest al seu torn del grec λαμπάς lampás, torxa) és qualsevol aparell destinat a produir llum. Per extensió, aquest terme s'utilitza per descriure un objecte destinat a suportar la làmpada pròpiament dita.
La làmpada més antiga és la llàntia. Des de l'adveniment de l'electricitat, les làmpades més utilitzades són les làmpades incandescents que converteixen l'energia elèctrica en energia lumínica.

## Història
Les primeres làmpades estaven constituïdes per un dipòsit que contenia un combustible (oli, parafina, cera, petroli) destinat a ésser cremat per una petita flama a l'extrem d'una metxa.
Aquestes làmpades estaven destinades a un ús local, és a dir individual i portàtil. Tot i ser poc eficients, han estat utilitzades pels homes per il·luminar-se quan la llum prodigada pel Sol era deficient.
Des des les primeres làmpades elèctriques produïdes industrialment per Edison i destinades a reemplaçar l'enllumenat públic de gas de les ciutats, les làmpades elèctriques han evolucionat força i presenten actualment una gran diversitat de tècniques i de formes. Una fàbrica de làmpades de renom al segle xx estava a Barcelona, la cristalleria Planell, que també va inventar un sistema d'embalatge reciclable fet amb vidre.

## Distinció entre làmpada i llum
Per influència del castellà el terme làmpada o la denominació incorrecta en català *làmpara s'empren comunament per designar llums de peu, de taula i de paret entre d'altres.
Cal fer servir la denominació més adequada segons el context i el significat que es vulgui expressar:
- Llum (en masculí), en el sentit de 'qualsevol estri o aparell que serveix per il·luminar' (ja sigui de sostre, de taula, de peu, de paret...). Per exemple: Han comprat un llum de peu en un mercat d'antiguitats.

- Làmpada, en el sentit de 'qualsevol dispositiu que produeixi llum' (ja sigui de ràdio, de televisió, d'incandescència, fluorescent, de mercuri...). Això no obstant, com que és un terme tècnic cal restringir-lo a aquest àmbit. Cal tenir en compte que si es fa referència a una làmpada d'incandescència o elèctrica el terme més comú és bombeta. Per exemple: No tenim llum perquè s'ha fos la bombeta.

- Llàntia, en el sentit de 'llum que conté un dipòsit de líquid combustible'. Per exemple: A les excavacions arqueològiques i a les mines fan servir llànties.[6]